# Adina Bastidas
Adina Mercedes Bastidas Ramírez. Nascuda l'11 de juny de 1943, és una política, professora i economista veneçolana.

## Joventut
Des de jove va ser militant del Partit Comunista de Veneçuela (PCV), i va formar part de la secció guerrillera del partit, que optar per la lluita armada entre els anys 1960 i 1969, davant la il·legalització del PCV derivada del Pacte de Puntofijo, acordat pels dos partits principals, Acció Democràtica i COPEI.

El 4 de febrer de 1964 és detinguda juntament amb Mario Antonio García, per un presumpte robatori a mà armada. És jutjada a Caracas i reclosa, l'11 de febrer del mateix any a la presó de dones de los Teques. Després de ser alliberada, s'incorpora al Partit de la Revolució Veneçolana (PRV) a la Universitat Central de Veneçuela on s'encarrega de reclutar quadres i militants per a les unitats urbanes del partit.
Després de pacificació del país mitjançant legalització i reinserció dels grups de l'esquerra no socialdemòcrata al sistema polític, Bastidas continua amb l'activitat política i, ja a la dècada dels noranta, és una de les fundadores del Moviment Cinquena República (MVR).

## Vicepresidenta de la República
El president de Veneçuela Hugo Chávez la designa Vicepresidenta de la República el 24 de desembre de 2000, convertint-se en la primera dona a Veneçuela que obté el segon càrrec governamental del país.
Una crisi parlamentària causada per les fortes crítiques de l'empresariat contra la seva figura, propicia la seva destitució el 13 de gener de 2002, sent substituïda en el càrrec per Diosdado Cabello.